# Збірна Ліхтенштейну з хокею із шайбою
Збірна Ліхтенштейну з хокею із шайбою — національна чоловіча збірна команда Ліхтенштейну, яка представляє країну на міжнародних змаганнях з хокею, у чемпіонатах світу участі не брала. Функціонування команди забезпечується Федерацією хокею Ліхтенштейну, яка є членом ІІХФ.

## Історія
Ліхтенштейн став членом Міжнародної федерації хокею із шайбою як асоційований член у 2001 році. У 2003 році збірна Ліхтенштейну провела свій перший товариський матч проти збірної Люксембургу, програли 1:7. У 2007 році ці збірні знову провели товариський матч, перемога була на боці збірної Люксембургу 2:4. 

## Статистика зустрічей
Станом на 12 травня 2010 року
| Збірна     | І | В | Н | П | Ш      |
| ---------- | - | - | - | - | ------ |
| Люксембург | 2 | 0 | 0 | 2 | 3 : 11 |